# Gulášová polévka
Gulášová polévka je tradiční druh uherské polévky, mezi jejíž základní suroviny, patří hovězí maso, vařené brambory a mletá sladká paprika, která polévce dodává typicky červenou barvu. Dalším typickým znakem polévky je její hustota a výrazná masová chuť. Poctivá verze gulášové polévky by se měla vařit alespoň 2 hodiny tak, aby maso změklo a polévka absorbovala masovou chuť.